# WK-League 2017
Die WK-League 2017 war die neunte Spielzeit der südkoreanischen Fußballliga der Frauen unter diesem Namen gewesen.  Titelverteidiger war Incheon Hyundai Steel Red Angels. Die Saison begann am 14. April 2017 und endete im November 2017 mit den Meisterschaftsspielen.

## Veränderungen zur Vorsaison
- In Gyeongju wurde ein neues Fußballteam gegründet, welches den Namen Gyeongju KHNP WFC trägt. Damit werden acht statt bisher sieben Mannschaften teilnehmen.

## Teilnehmer und ihre Spielorte

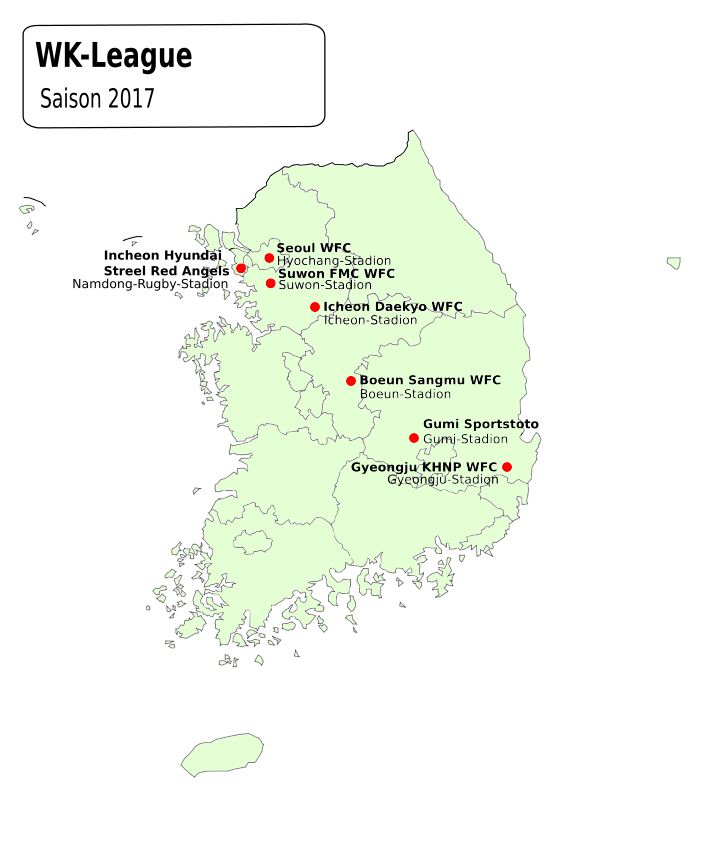
Vereine der WK-League 2017

| Team                             | Stadt    | Trainer       | Heimstadion           | Liga beigetreten |
| -------------------------------- | -------- | ------------- | --------------------- | ---------------- |
| Boeun Sangmu WFC                 | Boeun    | Lee Mi-yeok   | Boeun-Stadion         | 2009             |
| Gumi Sportstoto                  | Gumi     | Son Jong-seok | Gumi-Stadion          | 2011             |
| Gyeongju KHNP WFC                | Gyeongju | Ha Keum-jin   | Gyeongju-Stadion      | Neugegründet     |
| Hwacheon KSPO WFC                | Hwacheon | Kang Jae-sun  | Hwacheon-Stadion      | 2011             |
| Icheon Daekyo WFC                | Icheon   | Park Nam-yeol | Icheon-Stadion        | 2009             |
| Incheon Hyundai Steel Red Angels | Incheon  | Choi In-cheol | Namdong-Rugby-Stadion | 2009             |
| Seoul WFC                        | Seoul    | Park Chae-hwa | Hyochang-Stadion      | 2009             |
| Suwon FMC WFC                    | Suwon    | Kim Sang-tae  | Suwon-Stadion         | 2009             |

## Reguläre Saison
| Pl. | Verein                               | Sp. | S  | U  | N  | Tore    | Diff. | Punkte |
| --- | ------------------------------------ | --- | -- | -- | -- | ------- | ----- | ------ |
| 1.  | Incheon Hyundai Steel Red Angels (M) | 28  | 22 | 4  | 2  | 088:180 | +70   | 70     |
| 2.  | Icheon Daekyo WFC                    | 28  | 16 | 5  | 7  | 051:340 | +17   | 53     |
| 3.  | Hwacheon KSPO WFC                    | 28  | 14 | 7  | 7  | 045:500 | −5    | 49     |
| 4.  | Seoul WFC                            | 28  | 12 | 5  | 11 | 040:430 | −3    | 41     |
| 5.  | Suwon FMC WFC                        | 28  | 9  | 10 | 9  | 039:370 | +2    | 37     |
| 6.  | Gumi Sportstoto                      | 28  | 8  | 8  | 12 | 034:430 | −9    | 32     |
| 7.  | Gyeongju KHNP WFC                    | 28  | 5  | 6  | 17 | 023:530 | −30   | 21     |
| 8.  | Boeun Sangmu WFC                     | 28  | 3  | 4  | 21 | 022:640 | −42   | 13     |

| Zum 28. Spieltag:                                                                   |                                                       |
| Teilnahme am Finale der Play-off-Spiele Teilnahme am Halbfinale der Play-off-Spiele |                                                       |
| (M)                                                                                 | Amtierender Meister: Incheon Hyundai Steel Red Angels |

## Meisterschaftsturnier
Im Meisterschaftsturnier trafen im Halbfinale der Zweitplatzierte gegen auf den Drittplatzierten der Regulären Saison. Der Gewinner dieses Spieles qualifizierte sich für das Finale des Meisterschaftsturnieres. Das Finale wurde mit Hin- und Rückspiel ausgetragen. Der Gewinner der beiden Spiele wurde Meister der WK-League 2017. Die Auswärtstorregelung galt hier nicht.

### Halbfinale
| Paarung        | Icheon Daekyo WFC – Hwacheon KSPO WFC                               |
| Ergebnis       | 1:2 (0:1)                                                           |
| Datum          | 13. November 2017                                                   |
| Stadion        | Icheon-Stadion, Icheon                                              |
| Zuschauer      | 987                                                                 |
| Schiedsrichter | Oh Hyeon-jeong                                                      |
| Tore           | 0:1 Kang Yu-mi (23.); 0:2 Lee Su-bin (53.); 1:2 Park Ji-yeong (80.) |

2353

### Final-Hinspiel
| Paarung        | Hwacheon KSPO WFC – Incheon Hyundai Steel Red Angels          |
| Ergebnis       | 0:3 (0:0)                                                     |
| Datum          | 17. November 2017                                             |
| Stadion        | Hwacheon-Stadion, Hwacheon                                    |
| Schiedsrichter | Park Se-jin                                                   |
| Tore           | 0:1 Thais (62.); 0:2 Lee Min-ah (76.); 0:3 Jang Seul-gi (80.) |

### Final-Rückspiel
| Paarung        | Incheon Hyundai Steel Red Angels – Hwacheon KSPO WFC             |
| Ergebnis       | 3:0 (2:0)                                                        |
| Datum          | 20. November 2017                                                |
| Stadion        | Namdong-Rugby-Stadion, Incheon                                   |
| Zuschauer      | 1.127                                                            |
| Schiedsrichter | Oh Hyeon-jeong                                                   |
| Tore           | 1:0 Jo So-hyeon (15.); 2:0 Jo So-hyeon (38.); 3:0 Thais (90.+2') |

## Statistiken

### Torschützenliste
Bei gleicher Anzahl von Treffern sind die Spieler alphabetisch geordnet.
| Platz | Spieler       | Mannschaft               | Tore |
| ----- | ------------- | ------------------------ | ---- |
| 01    | Bia           | Incheon Hyundai S. R. A. | 24   |
| 02    | Lee Min-ah    | Incheon Hyundai S. R. A. | 14   |
| 03    | Park Eun-seon | Icheon Daekyo WFC        | 13   |
| 04    | Lee Keum-min  | Seoul WFC                | 11   |
| 05    | Thais         | Incheon Hyundai S. R. A. | 10   |

### Zuschauertabelle
| Platz  | Mannschaft                   | Heimspiele | Zuschauer | pro Spiel |
| ------ | ---------------------------- | ---------- | --------- | --------- |
| 01.    | Boeun Sangmu WFC             | 14         | 12.295    | 878       |
| 02.    | Gumi Sportstoto              | 14         | 6.795     | 485       |
| 03.    | Incheon Hyundai S. R. Angels | 14         | 5.551     | 397       |
| 04.    | Hwacheon KSPO WFC            | 14         | 5.168     | 369       |
| 05.    | Icheon Daekyo WFC            | 14         | 4.199     | 300       |
| 06.    | Suwon FMC WFC                | 14         | 2.613     | 187       |
| 07.    | Seoul WFC                    | 14         | 2.542     | 182       |
| 08.    | Gyeongju KHNP WFC            | 14         | 2.016     | 144       |
| Gesamt | Gesamt                       | 112        | 41.179    | 368       |

## Belege
- Offizielle Website (koreanisch)